# Koerdisch
Het Koerdisch (Kurdî) is een verzamelnaam voor een familie van vijf Medische dialecten, die worden gesproken door de Koerden. In het noorden van Irak wordt voornamelijk Soranî en Bahdini gesproken.
Vanuit genetisch taalkundig oogpunt deelt het Koerdisch ongeveer 70% van zijn woorden met Zazaki, 65% met Perzisch en Baluchi en 34% met Masenderani.

## Taalfamilie
Het Koerdisch behoort tot de noordwestelijke tak van de Iraanse talen en is daarmee verwant aan de taal van de oude Meden en Parthen en het huidige Beloetsji. Op wat grotere afstand is het ook verwant aan het Perzisch (zuidwestelijke tak), het Pasjtoe (zuidoostelijk) en het Ossetisch (noordoost). De Iraanse talen behoren tot de Indo-Europese taalfamilie.
Indo-Europese talen
- Indo-Iraanse talen
  - Iraanse talen
    - Koerdisch

## Varianten
Taalkundigen zijn het er niet over eens of er sprake is van een Koerdische taalfamilie met daarin diverse talen dan wel van dialecten binnen het Koerdisch. De visie dat het dialecten zijn heeft meer aanhang, aangezien Koerden van verschillende dialecten elkaar wel kunnen verstaan en in een zeer korte tijd elkaars taal kunnen spreken. Kurmanci kent het grootste aantal sprekers, Soranî is beter ontwikkeld door de grotere ruimte die het heeft gehad in Zuid-Koerdistan (Noord-Irak) en het Zazaki is wellicht het oudste dialect van het Koerdisch, verwant aan de taal van de Avesta, het heilige boek van de oude zoroasters.
Het Koerdisch (Kurdî) wordt wel onderverdeeld in zijn drie belangrijkste dialecten: Kurmanci (Noord-Koerdisch) en Soranî (centraal-Koerdisch) en het Pahlavani (Zuid-Koerdisch). Daarnaast gelden het Hewrami en het Zazaki (Dimili) als de belangrijkste takken binnen de Koerdische taal.

### Noord-Koerdisch / Kurmancî
Kurmanci is de meest verbreide Koerdische taal. Hij wordt in Turkije, Syrië, Irak en Iran gesproken, evenals in Armenië, Libanon en in het grensgebied tussen Turkmenistan en Iran. Er zijn acht tot tien miljoen sprekers. Sinds de jaren 30 wordt de taal overwegend in het Koerdisch-Latijnse alfabet geschreven.

### Middel-Koerdisch / Soranî
Soranî is de taal die in het zuiden van de Koerdische autonome regio en in West-Iran door ca. vijf miljoen mensen gesproken wordt. Het alfabet is meestal het Perzische (Arabisch met extra tekens), maar recent ook wel het Koerdisch-Latijnse.

### Zuid-Koerdisch / Pahlavanî
Pahlavanî heeft veel eigenaardigheden en heeft een oudere uitspraak behouden. Hij wordt in West-Iran en in het oosten van Noord-Irak en in verschillende Iraanse streken gesproken, maar ook in de omgeving van Ankara (Shêxbizinî). De taal is in de oostelijke gebieden sterk door het Perzisch beïnvloed.

## Status van het Koerdisch

### Turkije
Het Koerdisch werd tot de jaren 80 van de 20ste eeuw niet gedoogd in openbare en publieke gebouwen van Turkije, zoals het parlementsgebouw, omdat het gezien werd als een uiting van separatisme en provocatie wat de eenheid van de Turkse republiek in gevaar zou kunnen brengen. Een belangrijk veroordeelde daarvoor was Leyla Zana. Vanaf 1991 zijn de verschillende Koerdische talen toegestaan in de publieke en/of openbare gebouwen van Turkije onder de Turkse President Turgut Özal (13 oktober 1927- 17 april 1993), die zelf van oorsprong Koerdisch was. Sinds 2002 is het toegestaan om Koerdische televisiezenders, radiozenders, kranten en tijdschriften op te richten in Turkije.
In 2015 werden vredesonderhandelingen tussen AKP regering en de Koerdische PKK onderbroken. Hierna is alles wat antiregeringsgezind was opgedoekt. Zo ook meer dan 220 mediakanalen, waaronder alle Koerdische tv stations, kranten en andere media. Enkel Turkse staatstelevisie zendt nog in het Koerdisch uit. Er is in Turkije geen Koerdisch onderwijs meer. Tayyip Erdoğan heeft aangegeven dat in Turkije enkel Turks gesproken en onderwezen zal worden.

### Syrië
In Syrië tijdens het Frans mandaat mocht in het Koerdisch gepubliceerd worden, maar onderwijs was niet toegestaan. Het Koerdisch werd na de onafhankelijkheid niet als officiële taal erkend. Het gebruik van Koerdisch was niet toegestaan bij officiële gelegenheden. In Rojava wordt sinds 2015 onderwijs gegeven in het Koerdisch.

## Schrift
Voor het Koerdisch zijn drie verschillende schriftsoorten - aangepast aan de specifieke klanken van de taal - in zwang:
Arabisch
```
ى, ێ, ﮪ , ﻭﻭ, ﻭ , ﯙ , ﻥ , ﻡ , ﻝ, ڵ, ﮒ, ﮎ, ﻕ, ڤ, ﻑ, ﻍ, ﻉ, ﺵ, ﺱ, ﮊ, ﺯ, ڕ, ﺭ, ﺩ, ﺥ, ﺡ, ﭺ, ﺝ, ﺕ, ﭖ, ﺏ, ﺋ, ﺍ

```

Cyrillisch
```
А, Б, В, Г, Г', Д, Е, Ә, Ә́, Ж, З, И, Й, К, К', Л, М, Н, О, Ö, П, П', Р, Р', С, Т, Т', У, Ф, Х, Һ, Һ', Ч, Ч', Ш, Щ, Ь, Э, Q, W

```

Latijn
```
Hoofdletters
A B C Ç D E Ê F G H I Î J K L M N O P Q R S Ş T U Û V W X Y Z
Kleine letters
a b c ç d e ê f g h i î j k l m n o p q r s ş t u û v w x y z

```